# Hypena porphyrophaes
Hypena porphyrophaes är en fjärilsart som beskrevs av Fletcher 1961. Hypena porphyrophaes ingår i släktet Hypena och familjen nattflyn. Inga underarter finns listade i Catalogue of Life.